# Z会ホールディングス
株式会社Z会ホールディングス（ゼットかいホールディングス、英: Z-kai Holdings Inc.）は静岡県三島市に本社を置き、「栄光ゼミナール」などをはじめとした、学習塾事業・家庭教師派遣事業を傘下に持つ持株会社。増進会ホールディングスの連結子会社（中間持株会社）。
本項では、実質的な前身である栄光ホールディングス株式会社（えいこうホールディングス、英: Eikoh Holdings Inc.）についても述べる。

## 概要
2011年10月、栄光の単独株式移転により、栄光ホールディングス株式会社設立。
同年11月12日、札幌市に本社を置く進学会（現：進学会ホールディングス）と資本業務提携を締結したが、翌2012年に著作権侵害が発覚したことなどから、栄光HD側が資本業務提携の解消を進学会に通告した。その後、栄光HDの社内に第三者委員会が設置されたものの、進学会側は栄光HDの株式を保有し続け、2015年7月9日まで同社株の約30%を保有する筆頭株主であった。
2014年8月29日、学研ホールディングスと双方の株式を持ち合う資本業務提携すると発表。主力の教育サービス事業に連携を広げるとしている。
2015年5月19日、同時点で第2位株主であった増進会出版社（現：増進会ホールディングス）が、子会社を通じ栄光HDに対する株式公開買付（TOB）を実施することを表明。進学会HDなど既存の大株主もこれに賛同する意向を示したことから、増進会出版社の完全子会社となる見通しとなった。
1. 主に進学会が保有する栄光HDの株式を対象とした自己株式の公開買付が実施され、同社はこれに応じ保有全株式を売却。2015年7月10日をもって、筆頭株主が増進会出版社へと異動した。なお、この自己株式公開買付の価格は、後述の第二段階の公開買付より100円低い1450円/株に設定されていた。
2. 増進会出版社が完全子会社のZEホールディングスを通じ、栄光HDに対するTOBを実施。2015年8月7日をもってZE HDが54.0%の株式を取得（増進会出版社は直接保有する42.18%と合わせて96.18%を取得し、親会社となる）。
3. 2015年9月16日、増進会出版社による株式売渡請求が行われ、栄光HDの株主は増進会出版社とZE HDのみとなった。同年11月1日、ZE HDが栄光HDを吸収合併した[12]。

## 沿革
参照：
- 2011年10月5日 - 栄光の単独株式交換により、同社の純粋持株会社として栄光ホールディングス株式会社設立。東証第二部市場へ新規上場。
- 2012年1月 - 吸収分割により、栄光の管理部門及び関係会社管理部門の事業の一部を承継。
- 2012年6月 - 信頼関係が築けないとして進学会（現：進学会ホールディングス）に対し、同社との資本業務提携契約解消を通知[3][4]。しかし、進学会側（子会社含む）は株式保有を継続。
- 2014年8月 - 学研ホールディングスと双方の株式を持ち合い資本業務提携すると発表[6][7]。
- 2015年5月7日 - 増進会出版社（現：増進会ホールディングス）の子会社として、ZEホールディングス設立。
- 2015年5月19日 - 増進会出版社が栄光HDに対するTOBを行うことを発表[9][10]。
- 2015年7月10日 - 筆頭株主だった進学会が、栄光HDの自己株式公開買付に応じ保有全株式を売却。増進会出版社が筆頭株主となる。
- 2015年8月7日 - 増進会出版社が間接保有分含め約96%の株式を取得、子会社とする。
- 2015年9月11日 - 上場廃止
- 2015年9月16日 - 増進会出版社による株式売渡請求により、間接保有分含め同社の完全子会社となる。
- 2015年11月1日 - ZE HDが栄光HDを吸収合併[12]。
- 2018年7月10日 - 株式会社Z会ホールディングスへ社名変更[14]。

## 子会社

### 教室事業
株式会社栄光 - 学習塾「栄光ゼミナール」の経営、専門教育の提供など（Z会HD 100.0％）
| - EIKOH SEMINAR AUSTRALIA PTY. LTD. - オーストラリアにおける幼稚園・保育園の経営（栄光 100.0%） - EIKOH VIETNAM CO.,LTD.（ベトナム）- 在留日本人を対象とした学習塾、幼稚園の経営（栄光 100.0%） |  | - Eikoh North America Inc.（米国ニューヨーク）- 北米における学習サービスの提供（栄光 100.0%） |

その他、教室事業子会社
| - 株式会社エー・アンド・アイ - 小学校・幼稚園受験対策の幼児教室、モンテッソーリ教育などの運営（Z会HD 100.0%） |  | - 株式会社ゼニス - 首都圏・静岡県を中心とした中高生を対象とした映像個別指導塾を展開（Z会HD 100.0%） |

### 法人事業
| - 株式会社エデュケーショナルネットワーク - 教材・テストの制作販売、広告代理業、教職員の人材紹介業、事務機器の販売（Z会HD 58.76％） - 株式会社エデュプレス - 教材を中心としたソリューションサービスなど（エデュケーショナルネットワーク 100.0%） |  | - 株式会社アルティアセントラル - 自治体・学校法人等を対象としたALT教育の提供（Z会HD 100.0%） |

### 語学・留学事業
| - 株式会社シェーンコーポレーション - シェーン英会話教室の経営、語学教材専門店「ネリーズ」の運営など（Z会HD 100.0%） |  | - 株式会社国際交流センター - 海外留学に特化した旅行企画会社（Z会HD 100.0%） |

### 療育・就労支援事業
| - スマートキッズ株式会社 - 児童福祉の関連業務のほか、心理学専門校の運営（Z会HD 100.0％） |  | - 株式会社栄光アース - 特例子会社（Z会HD 100.0%） |